# Mushenge
Mushenge est une localité de la province du Kasaï (province) en République démocratique du Congo. Il est situé à mi-distance des localités de  Ilebo et de Mweka.

## Histoire
Mushenge était jadis  chef-lieu de territoire. C'était la capitale du royaume des Bakubas dont les rois sont appelés  Lukengo.
Les Bakubas par leurs traditions et leurs arts, sont un peuple unique au Congo. Leur  capitale est également unique en son genre du fait de la décoration des maisons et des rues,.